# سیانوژن مد
سیانوژن مُد (به انگلیسی: CyanogenMod) یک سیستم عامل آزاد و متن‌باز و سفارشی‌سازی شده برای تلفن‌های هوشمند و تبلت‌ها، بر پایه پلتفرم موبایل اندروید است.سیانوژن مد جایگزین بیش از ۲۰۰ تلفن هوشمند و تبلت برپایه سیستم‌عامل تلفن همراه اندروید است. این سیستم عامل به صورت متن باز و آزاد بر اساس نسخه‌های رسمی اندروید گوگل توسعه داده شده‌است. این نرم‌افزار قابلیت‌ها و امکاناتی را ارائه می‌کند که در نرم‌افزارهای رسمی منتشر شده توسط فروشندگان این ابزارها وجود ندارد. امکان اورکلاک کردن سی‌پی‌یو، فهرستی طولانی برای APNها، پشتیبانی از فرمت صوتی FLAC و امکاناتی فراوان برای دستکاری و شخصی‌سازی رابط کاربری از جملهٔ این ویژگی‌ها است.
به گفتهٔ توسعه‌دهندگان سیانوژن مد، در این سیستم عامل هیچ نرم‌افزار جاسوسی‌ای وجود ندارد.

## پایان توسعه
این سیستم عامل دیگر توسعه داده نمی‌شود و سیستم عامل لینیج‌اواس (به انگلیسی LineageOS) جایگزین آن شده‌است.

## پیشنهاد خرید از طرف گوگل
در اکتبر ۲۰۱۴ ساندار پیچای مدیر بخش اندروید گوگل پیشنهادی برای خریدن سیانوژن داد که مدیر عامل سیانوژن، کرک مک‌مست اعلام کرد آن را رد کرده‌است. هدف سیانوژن تبدیل شدن به سومین اکوسیستم موبایل در جهان است.